# Macu (Azerbaijão Ocidental)
Macu (em persa: ماكو‎; romaniz.: Mākū) é uma cidade da província do Azerbaijão Ocidental, no Irã. No censo de 2006, sua população era de 41 865, com 10 428 famílias. Está situada a 22 quilômetros da fronteira turca em um desfiladeiro de montanha, a uma altitude de 1 634 metros. O rio Zangmar passa por dentro da cidade. A zona industrial e de livre comércio de Macu é a maior zona de comércio livre do Irã e a segunda do mundo e compreendia uma área de 5 000 quilômetros quadrados quando foi aberta em 2011.[carece de fontes?]

## História
Macu foi a capital do Canato de Macu, um dos numerosos pequenos canatos semi-independentes que surgiram com o colapso do Império Safávida no século XVII. A cidade é bem conhecida na história bahá'í por seu forte onde o profeta Báb foi exilado e preso por nove meses. Nesta fortaleza Mulá Huceine, o primeiro discípulo de Báb, chegou no Noruz do ano 1848 para vê-lo.[carece de fontes?]

## Clima
| Dados climatológicos para Maku                             | Dados climatológicos para Maku | Dados climatológicos para Maku | Dados climatológicos para Maku | Dados climatológicos para Maku | Dados climatológicos para Maku | Dados climatológicos para Maku | Dados climatológicos para Maku | Dados climatológicos para Maku | Dados climatológicos para Maku | Dados climatológicos para Maku | Dados climatológicos para Maku | Dados climatológicos para Maku | Dados climatológicos para Maku |
| Mês                                                        | Jan                            | Fev                            | Mar                            | Abr                            | Mai                            | Jun                            | Jul                            | Ago                            | Set                            | Out                            | Nov                            | Dez                            | Ano                            |
| ---------------------------------------------------------- | ------------------------------ | ------------------------------ | ------------------------------ | ------------------------------ | ------------------------------ | ------------------------------ | ------------------------------ | ------------------------------ | ------------------------------ | ------------------------------ | ------------------------------ | ------------------------------ | ------------------------------ |
| Temperatura máxima recorde (°C)                            | 11,5                           | 14,0                           | 23,0                           | 27,5                           | 30,6                           | 36,0                           | 37,0                           | 37,8                           | 34,2                           | 28,0                           | 20,8                           | 19,0                           | 37,8                           |
| Temperatura máxima média (°C)                              | 0,4                            | 2,6                            | 8,0                            | 15,4                           | 19,9                           | 25,2                           | 29,4                           | 29,6                           | 24,9                           | 17,5                           | 9,8                            | 2,9                            | 15,47                          |
| Temperatura mínima média (°C)                              | −7,4                           | −5,8                           | −1,0                           | 5,5                            | 9,1                            | 13,1                           | 17,2                           | 17,2                           | 12,5                           | 7,1                            | 1,0                            | −4,3                           | 5,35                           |
| Temperatura mínima recorde (°C)                            | −22,0                          | −23,0                          | −22,0                          | −8,0                           | 0,0                            | 4,0                            | 8,0                            | 9,4                            | 2,4                            | −2,6                           | −15,3                          | −20,2                          | −23                            |
| Precipitação (mm)                                          | 13,0                           | 19,9                           | 30,4                           | 37,1                           | 54,5                           | 39,6                           | 14,8                           | 11,5                           | 10,2                           | 25,7                           | 20,9                           | 16,9                           | 294,5                          |
| Dias com chuva                                             | 3,5                            | 4,0                            | 5,7                            | 7,1                            | 9,8                            | 6,8                            | 3,2                            | 2,0                            | 1,9                            | 5,0                            | 4,6                            | 3,9                            | 1,0                            |
| Fonte: Synoptic Stations Statistics 11 de novembro de 2011 |                                |                                |                                |                                |                                |                                |                                |                                |                                |                                |                                |                                |                                |